# Mercedes-Benz Vito
Mercedes-Benz Vito är en lätt transportbil tillverkad av Mercedes-Benz i Vitoria, Spanien sedan 1996. 

## Första generationen (W638)

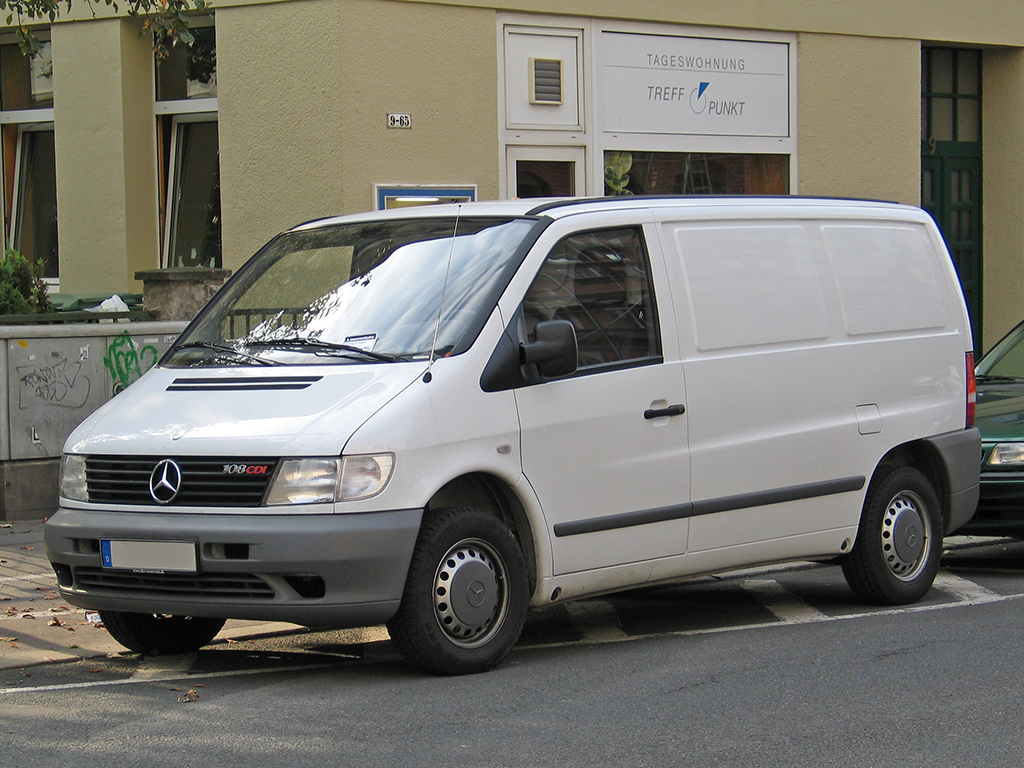
Mercedes-Benz Vito generation 1 (W638).

Den första generation av Vito som tillverkades 1996-2003. Den efterträdde Mercedes-Benz MB 100 och är liksom företrädaren framhjulsdriven. Bilen byggdes med en hjulbas på 3 000 mm. Det fanns även en mer personbilslik variant kallad V-Klass.
Versioner:
| Modell       | Årsmodell | Motor                      | Cylindervolym | Effekt | Bränsle                 |
| ------------ | --------- | -------------------------- | ------------- | ------ | ----------------------- |
| Vito 113     | 1996-2003 | M111: 4-cyl radmotor DOHC  | 1998 cm³      | 129 hk | Bränsleinsprutning      |
| Vito 114     | 1996-2003 | M111: 4-cyl radmotor DOHC  | 2295 cm³      | 143 hk | Bränsleinsprutning      |
| Vito 108 D   | 1996-1999 | OM604: 4-cyl radmotor DOHC | 2299 cm³      | 79 hk  | Dieselmotor             |
| Vito 110 D   | 1996-1999 | OM604: 4-cyl radmotor DOHC | 2299 cm³      | 98 hk  | Turbodiesel             |
| Vito 108 CDI | 2000-2003 | OM611: 4-cyl radmotor DOHC | 2151 cm³      | 82 hk  | Common rail turbodiesel |
| Vito 110 CDI | 2000-2003 | OM611: 4-cyl radmotor DOHC | 2151 cm³      | 102 hk | Common rail turbodiesel |
| Vito 112 CDI | 2000-2003 | OM611: 4-cyl radmotor DOHC | 2151 cm³      | 122 hk | Common rail turbodiesel |

## Andra generationen (W639)

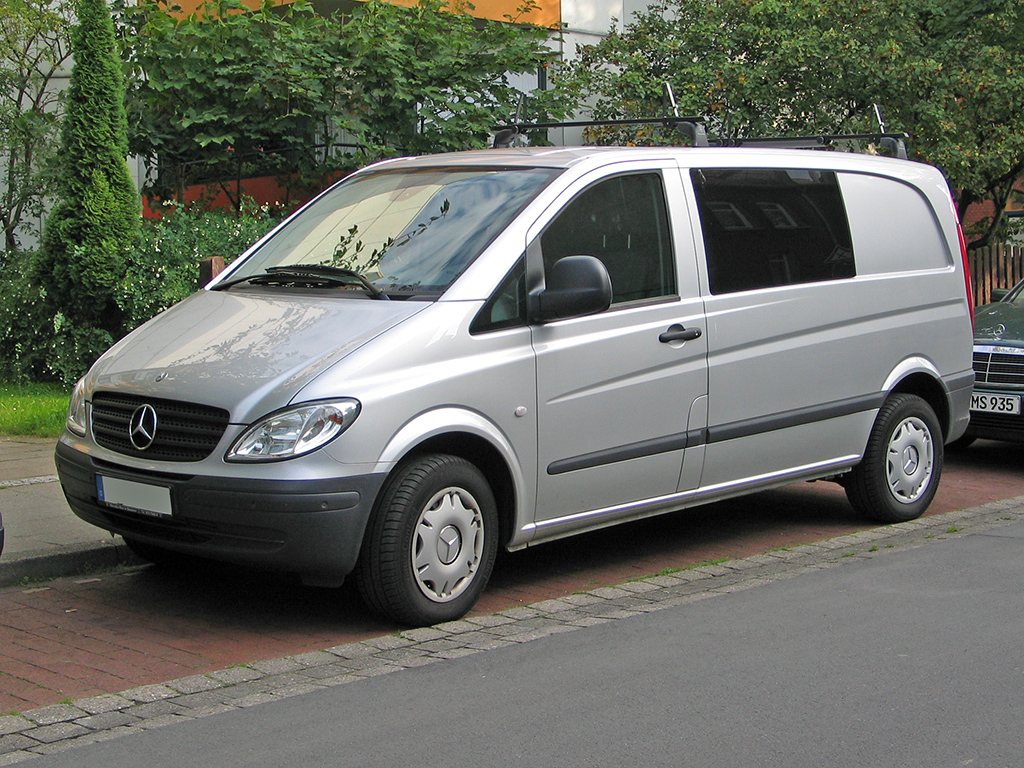
Mercedes-Benz Vito generation 2 (W639).

Den andra generation av Vito tillverkades mellan 2003 och 2014. Den här generationen är bakhjulsdriven och finns även med fyrhjulsdrift. Bilen byggdes med två olika hjulbaser på 3 200 eller 3 430 mm. Den mer personbilslika varianten kallas Mercedes-Benz Viano.
Versioner:
| Modell       | Årsmodell | Motor                      | Cylindervolym | Effekt     | Bränslesystem           |
| ------------ | --------- | -------------------------- | ------------- | ---------- | ----------------------- |
| Vito 109 CDI | 2003-10   | OM646: 4-cyl radmotor DOHC | 2148 cm³      | 88-95 hk   | Common rail turbodiesel |
| Vito 111 CDI | 2003-10   | OM646: 4-cyl radmotor DOHC | 2148 cm³      | 109-116 hk | Common rail turbodiesel |
| Vito 115 CDI | 2003-10   | OM646: 4-cyl radmotor DOHC | 2148 cm³      | 150 hk     | Common rail turbodiesel |
| Vito 119     | 2003-08   | M112: 6-cyl V-motor SOHC   | 3199 cm³      | 190 hk     | Bränsleinsprutning      |
| Vito 122     | 2003-04   | M112: 6-cyl V-motor SOHC   | 3199 cm³      | 218 hk     | Bränsleinsprutning      |
| Vito 123     | 2004-08   | M112: 6-cyl V-motor SOHC   | 3724 cm³      | 231 hk     | Bränsleinsprutning      |
| Vito 120 CDI | 2007-10   | OM626: 6-cyl V-motor DOHC  | 2987 cm³      | 204 hk     | Common rail turbodiesel |
| Vito 126     | 2008-14   | M272: 6-cyl V-motor DOHC   | 3498 cm³      | 258 hk     | Bränsleinsprutning      |
| Vito 110 CDI | 2011-14   | OM651: 4-cyl radmotor DOHC | 2143 cm³      | 95 hk      | Common rail turbodiesel |
| Vito 113 CDI | 2011-14   | OM651: 4-cyl radmotor DOHC | 2143 cm³      | 136 hk     | Common rail turbodiesel |
| Vito 116 CDI | 2011-14   | OM651: 4-cyl radmotor DOHC | 2143 cm³      | 163 hk     | Common rail turbodiesel |
| Vito 122 CDI | 2011-14   | OM626: 6-cyl V-motor DOHC  | 2987 cm³      | 224 hk     | Common rail turbodiesel |

## Tredje generationen (W640)

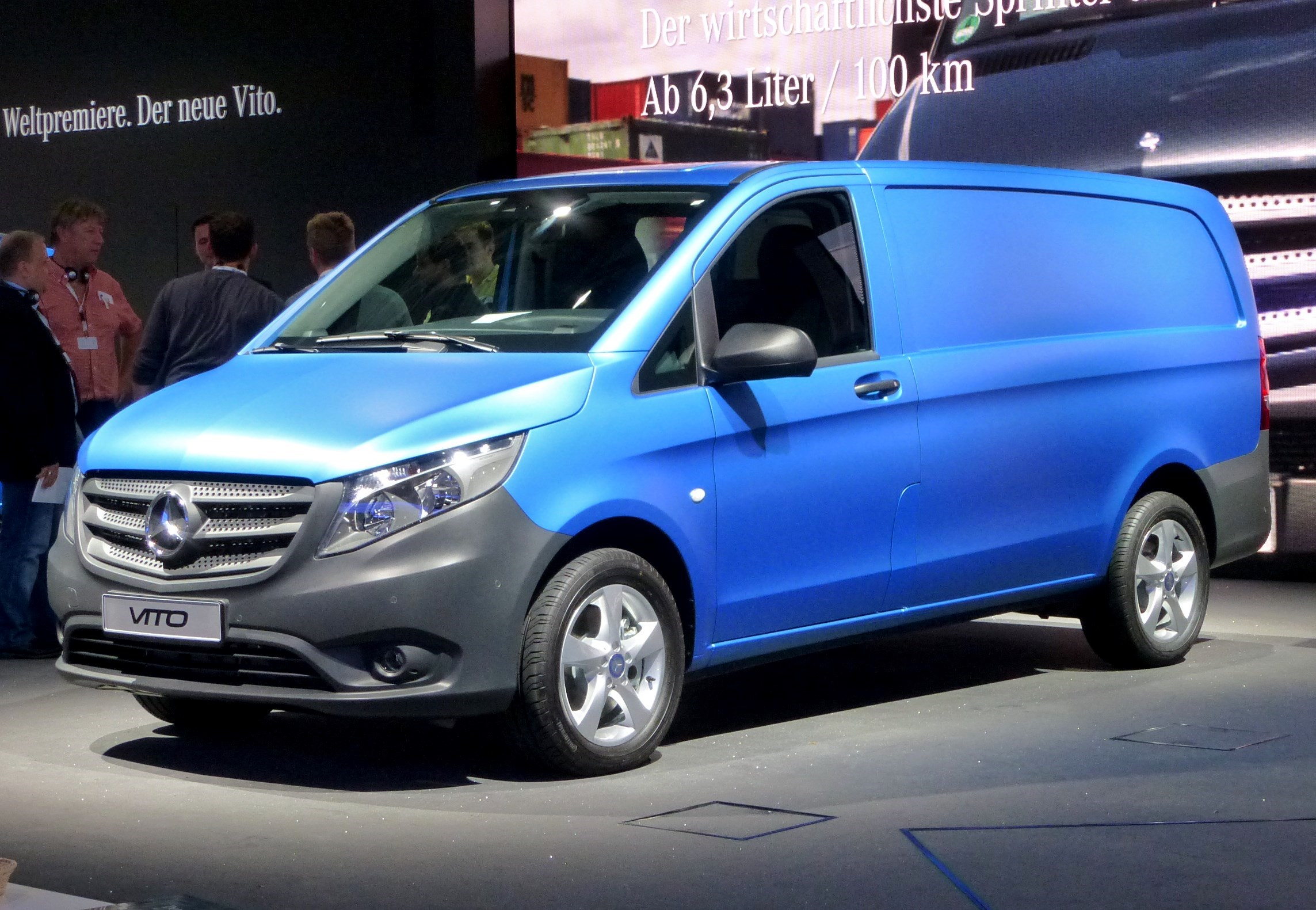
Mercedes-Benz Vito generation 3 (W640).

Den tredje generation Vito tillverkas sedan 2014. Den erbjuds med tre olika drivsystem.  Den mindre varianten har tvärställd motor och framhjulsdrift. Motorn tillverkas av Renault. Den större varianten har längsställd motor och bakhjulsdrift. Motorn är Mercedes-Benz egen och denna variant säljs även med fyrhjulsdrift. Den mer personbilslika varianten kallas V-Klass.
Versioner:
| Modell           | Årsmodell | Motor                      | Cylindervolym | Effekt | Bränslesystem           |
| ---------------- | --------- | -------------------------- | ------------- | ------ | ----------------------- |
| Vito 109 CDI     | 2014-     | OM626: 4-cyl radmotor DOHC | 1598 cm³      | 88 hk  | Common rail turbodiesel |
| Vito 111 CDI     | 2014-     | OM626: 4-cyl radmotor DOHC | 1598 cm³      | 114 hk | Common rail turbodiesel |
| Vito 114 CDI     | 2014-     | OM651: 4-cyl radmotor DOHC | 2143 cm³      | 136 hk | Common rail turbodiesel |
| Vito 116 CDI     | 2014-     | OM651: 4-cyl radmotor DOHC | 2143 cm³      | 163 hk | Common rail turbodiesel |
| Vito 119 BlueTEC | 2014-     | OM651: 4-cyl radmotor DOHC | 2143 cm³      | 190 hk | Common rail turbodiesel |